# Ильинский Погост (Московская область)
Ильи́нский Пого́ст — село в Московской области России. Входит в Орехово-Зуевский городской округ. Находится примерно в 90 км к юго-востоку от Москвы по Егорьевскому шоссе.
В селе расположена одноимённая станция Ильинский Погост, относящаяся к железнодорожной станции Большого кольца Московской железной дороги, через которую 2-3 раза в день проходят электрички Егорьевск — Куровская — Москва (Казанский вокзал). В село также можно добраться на автобусе, курсирующем по маршруту Егорьевск — Москва (остановка в с. Пичурино) и личным автотранспортом (съезд с Егорьевского шоссе).

## История края
История каждого населенного пункта неразрывна от истории всей окружающей местности. Ильинский Погост, ранее Погост на Гуслице и немного позднее село Гуслицы — являлся центром древней волости Гуслица. Впервые об этой волости упоминается в духовной грамоте Великого Московского князя Ивана Калиты в 1339 году, где он завещает волость жене, княгине Ульяне, с «меньшими детьми» (такие грамоты он писал перед каждой поездкой в Золотую Орду, опасаясь за свою жизнь). Дмитрий Донской окружающие волости и Гуслицу передал на основании такой же грамоты своему сыну Петру. После смерти Петра территория вернулась в великокняжеское владение, став в конце концов дворцовой волостью.
Царь Иван III в своем завещании (1504) передал местность в составе других Замосковских земель своему сыну Андрею. После смерти Андрея удел перешёл к его сыну Владимиру, прозванному Старицким. В 1566 году Иван Грозный забрал его земли, дав ему взамен другие территории.
После победы над шведами в 1710 году Пётр I наградил вотчиной, в том числе и Гуслицей князя Александра Даниловича Меншикова. В 1727 году Екатерина I отобрала земли у сосланного князя, а Пётр II передал волость генерал-поручику Степану Васильевичу Лопухину, близкому родственнику первой жены Петра I. Он поставил здесь новую церковь во имя пророка Ильи, выстроил деревянный дворец со светлицами и завёл огромную псарню из борзых и гончих собак.
При Елизавете Петровне в 1743 году Лопухиных обвинили в государственном преступлении и сослали в Сибирь. В это время в волости было 46 деревень, одно село; в них 871 крестьянский двор: 3111 душ мужского пола и 3068 женского; хмеля собиралось 1647 пудов, кроме того в волости числилось 37 пустошей, три мельницы, три погоста, пять церквей. При Екатерине II из ссылки вернулась лишь Наталья Фёдоровна Лопухина с детьми, они получили назад часть Гуcлиц. Затем земли волости частями перешли во владение горнозаводчика Никиты Никитовича Демидова, полковника Ивана Петровича Мусина-Пушкина, графа Ивана Александровича Зотова, князя Петра Алексеевича Голицына, княгини Натальи Дмитриевны Шаховской, штаб-ротмистра Егора Егоровича Норда и других.
С образованием уездов большинство селений отошли к Богородскому уезду, после отмены крепостного права на территории были образованы Ильинская, Беззубовская и Дороховская волости. В 1899 году в Ильинской волости 21 населенный пункт, 12303 жителя, 187 различных промышленных и 75 торговых заведений.
В 1922 году две волости — Ильинская и Беззубовская были объединены в одну — Ильинскую и присоединены к Егорьевскому уезду. В 1929 г. Ильинская волость отошла к вновь образованному Куровскому району. В Егорьевском районе остались Челохово, Панкратовская, Горшково, Гридино, Нареево и Шувое. В составе Куровского района позже остальные селения вошли в состав Орехово-Зуевского района.
В 1994—2006 годах Ильинский Погост — центр Ильинского сельского округа.
В 2006—2018 годах — административный центр сельского поселения Ильинское.

### Первое упоминание
Днем рождения населенного пункта считается наиболее раннее упоминание о нём в сохранившихся письменных документальных источниках. Ильинский Погост находится почти в самой дальней точке от районного центра города Орехово-Зуево и всего в 13 км от города Егорьевска.
В разное время названия Ильинского Погоста: Погост на Гуслицах, Погост на Околице, Погост на Поповке, село Гуслицы — самый длительный период, и лишь с конца XIX века получил сегодняшнее название.
Околица, Камышовка, Поповка, Севастьяниха — так в разное время называли речку, протекающую через село. Являясь волостным и историческим центром Гуслицы, Погост вместе с ней принадлежал к Московскому княжеству, а затем в составе Богородского уезда входил в Московскую губернию.
Дальнейшее повествование не может обойтись без упоминания деревни Ащерино, которая раньше была селом. Те, кто внимательно изучал или знакомился с описанием Гуслицы наверное заметили, что Ащерино никогда не перечисляется в её составе, хотя расположено в нескольких километрах от Ильинки. Село имеет свою, отдельную от Гуслицы историю. Возникло приблизительно в начале XV века, первое время именовалось Захарьинское, по имени своего владельца, по предположению Смирнова В. И. потомка Федора Андреевича Кошкина-Кобылина. Затем было передано Коломенскому наместнику Ивану Васильевичу Ощере. После его смерти жена и сын передали сельцо Захаринское, Ощерино тож, в Московский Богоявленский монастырь на "помин души усопшего и всего рода ". Несколько раз после этого происходит уточнение границы между землями монастыря и Гуслицы, тогда это называлось межеванием. Одно такое межевание было проведено в 1584—1585 годах, новый год начинался тогда не с января, вот откуда появилась двойное число. Текст хочется воспроизвести полностью, местные жители узнают много названий дошедших до наших дней.
Вот как выглядит «Выпись о меже между землей села Ощерина и землей царевых деревень Гуслицкой волости» и именно в ней находится первое упоминание об Ильинском Погосте.

Выпись о меже между села Ощерина и землей царевых Гуслицкой волости

Лета 7093 года межа ощеринская с царевой и великого князя землею деревень Гуслицкой волости из реки Гуслицы по конец омута Кривого против деревни Семеновской и с реки на берег к березе а на березе две проросли от березы через болото к ольхе на олхе насечена гусина плоть до просека к игнатовскому. Направо земля села Ощерина а налеве дворцовая деревни Игнатовой. Посторонь осина на ней насечено в корню горбата. На всход от осины остяком к воротам и к дороге что ездят из Ощерина в Игнатово на востоке дуб на дубу натесь стара да к березе а береза наклонена на сход а на ней проросль да иверень старинской высечен против савинского дуба да к двемя березам а на них проросли да одна на сход а другая на полдни против Васильевской пашни деревни Игнатовской да осяком же игнатовским до Василевской новины что Истома Лукьянов отцеловал против Залисного от Васильевской новины осяком ощеринским направо вяз от вязу налево к дубу по конец новины что отцеловал Истома Лукьянов да к Ондриевской ниве и около нивы лесом к сосне болотом а сосна на полдни поклонена а на ней проросли на полдни ж на праве земля ощеринская а налеве дворцовая деревня Беззубовская и с Кривцов пойдя стежкой на беззубовское поле направо середи болота да от сосны Мякинкиным болотом половина болота Ощеринсково а другая Беззубова да болотом к дубу что стоит на дороге от Ощерина к Беззубовской на дубу две насеки а дуб стоит налеве у дороги через дорогу к двум липам а липы у дороги налево а от липы к двум дубам меж и подле Беззубовской пашни да межой к озерку по конец заложново поля беззубовского у озерка дуб а от озерка к двум дубам а меж дубками дорожкою от беззубовских в Митрохинскую пустошь от дубков потоком по конец пашни заложного поля беззубовского в потоке ель на ней насека старая да болотом в Десну реку веше мельницы да рекой Десною к мельнице вниз против деревни Внуковской Гуслецкие ж волости да вниз рекою Десной половина реки ощеринской а другая деревни Внуковской а на реке мельница Ивана Негодяева крестьянина да Десною рекой ото Внуковской деревни вниз до старого перевивисья из реки направо к дубу на дубе насечено. Направо земля ощеринская а налеве пустошь Митрохинская да от дуба болотом к двум дубам из одного корень на дороге что ходят из Ощерина прямым путём мимо Митрохинской на погост Илие великому да митрохинской новине к дубу а на дубу проросль от дуба межой болото против пропастища да к сосновому пню и к колоде сосновой да межой ж к дороге к большой и старым осяком к касимовской да через дорогу через большую межей к березовой проросли налеве земля Гуслицкой ж волости пустошь Митрохинская да старым осяком межой к сосне да через болото к реке Гуслице осяком старым да к еле на ели проросль стоит над рекой на берегу на ней насечено да Гуслицей рекой вверх половина реки ощеринская а другая Гуслицкой волости до омута до Кривого и до Чудовской деревни села Высокого до Семеновской.
В межевании упоминается Погост. Некоторые слова легко объясняются с помощью толковых или исторических словарей. В тексте писца не наблюдаются знаки препинания. Ориентиры взяты не топографическим способом, а в основном это реки, болота, дороги, деревья и т. п.

## Население
| 1926 | 2002  | 2006  | 2010  |
| ---- | ----- | ----- | ----- |
| 690  | ↗1664 | ↗1700 | ↘1611 |

## Геральдика
Герб языком символов и аллегорий отражает исторические, культурные и экономические особенности сельского округа.
Своё название округ получил от села Ильинский погост, где располагается храм святого пророка Илии. В гербе название района отражено огненным колесом райской колесницы, на которой Илия был живым вознесён на небо.
Одновременно с этим колесо образовывает символ «круглого года», круговорота сезонов как основы сельскохозяйственного уклада, что подчёркивает особую роль сельского хозяйства в экономике округа.
Изображение золотой лилии подчёркивает значение Ильинского Погоста как духовного центра для окружающих его земель. Лилия — традиционный символ чистоты, праведности, света и очищения. В гербе округа цветок лилии также символизирует народные промыслы, широко развитые среди местного населения.
С начала XIX столетия Ильинская земля получила сильный стимул для развития. Благодаря пересечению двух больших дорог: Касимовского тракта и Коломенской дороги стала развиваться торговля. От больших дорог до самой центральной площади были выстроены многочисленные лавки и торговые ряды, в которых продавались разнообразные товары, привозимые купцами из Бронниц, Коломны, Касимова, Москвы, Егорьевска, Богородска. Уже в 1883 году в одной из центральных московских газет отмечалось, что Ильинский погост значительно изменился — ветхие дома заменились постройками, носящими отпечаток городской архитектуры, была создана необходимая инфраструктура для ведения торговых дел приезжими купцами и промышленниками. Дороги, от которых было положено начало всей ильинской торговле, изображены в гербе двумя пересекающимися золотыми полосами.
Золото — символ урожая, богатства, стабильности, уважения и интеллекта.
Красный цвет — символ труда, силы, мужества, красоты и праздника.
Голубой цвет — символ чести, благородства, духовности.
Зелёный цвет — символ природы, здоровья, жизненного роста, плодородия.

## Достопримечательности
Церковь Воскресения Христова.

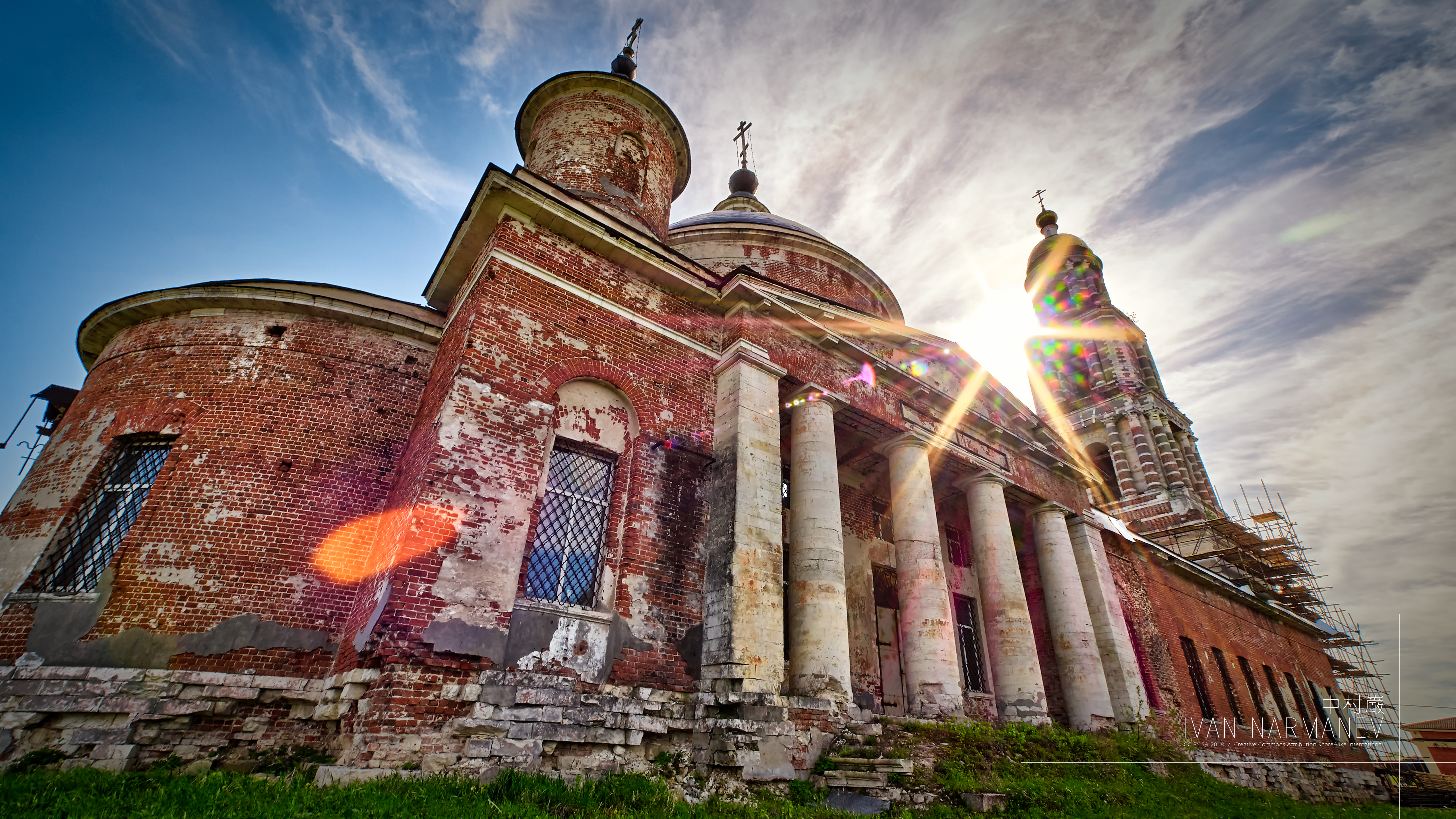

Строительство началось в 1822 году, освящён же храм был только 22 сентября 1840, освящение проводил Филарет, митрополит Московский. Вместимость составляла 2 тысячи человек. В 1850 году пристроили колокольню, а в 1868 рядом построили церковно-приходскую школу.
В 2012 году Ирина Николаева и Михаил Хум открыли в заброшенном здании ткацкой фабрики Морозовых арт-усадьбу «Гуслица». Она располагается историческом здании бывшей митрохинской ткацкой фабрики, построенной братьями Петрашовыми (Иваном Васильевичем и Герасимом Васильервичем) в конце XIX века — начале XX века, по адресу: Ильинский погост, ул. Митрохинская, 8. Стены здания сложены из красного кирпича по средневековой технологии на яичном растворе по образцу творческих дач Серебряного века, где приглашённые мастера и художники могли бы заниматься творчеством и преподаванием. Силами волонтеров здание было отремонтировано, на прилегающей территории начали появляться арт-объекты и инсталляции, был запущен хостел, позволяющий резидентам проживать на территории усадьбы длительное время. Общая площадь промышленной усадьбы — около 4 гектаров. Деятельность усадьбы направлена на практическое изучение и поддержку современного искусства в различных его проявлениях (изобразительное искусство, танец, музыка, кино, экспериментальный театр и пр.).

## Телекоммуникации

### Телефонная (стационарная) связь
В селе находится цифровая АТС с кодом 179, обслуживающая также и соседние населённые пункты. Внутренние номера — семизначные, то есть 4-179-ХХХ. Номера внутри села — 000—399. Цифровые АТС также есть в д. Абрамовка:4-1799ХХ, Беззубово:4-1798ХХ.

### Мобильная связь
В пределах села установлены башни операторов «большой тройки» — БиЛайн, МТС, Мегафон, помимо этого на башне МТС расположено оборудование Скай Линк.

### Интернет
Домовые сети отсутствуют, кабельного Интернета и ТВ нет.

#### Dial-up
- ЦентрТелеком — официальный сайт
- Телеинтерком — официальный сайт

## Персоны
- Стрелков Владимир Вячеславович — режиссёр, сценарист